# تسیویلسک
شهر تسیویلسک (به روسی: Цивильск) در کشور روسیه و در جمهوری چواشستان واقع شده‌است.